# French Open 2018 (turniej legend kobiet)
French Open 2018 – turniej legend kobiet – zawody deblowe legend kobiet, rozgrywane w ramach drugiego w sezonie wielkoszlemowego turnieju tenisowego, French Open. Zmagania miały miejsce pomiędzy 6–9 czerwca na ceglanych kortach Stade Roland Garros w 16. dzielnicy francuskiego Paryża.

## Drabinka

#### Klucz
- w/o – walkower
- k – krecz
- d – dyskwalifikacja
- Q – kwalifikant
- WC – dzika karta
- LL – szczęśliwy przegrany
- Alt – zawodnik zastępczy
- PR – ochrona rankingu
- SE – specjalna przepustka
- ITF – ranking ITF
- JE – ranking juniorski

### Faza finałowa
|  |       |                                |    |   |    |
|  | Finał |                                |    |   |    |
|  |       |                                |    |   |    |
|  |       |                                |    |   |    |
|  |       |                                |    |   |    |
|  | A2    | Kim Clijsters Nathalie Tauziat | 7  | 4 | 13 |
|  | A2    | Kim Clijsters Nathalie Tauziat | 7  | 4 | 13 |
|  | B2    | Nathalie Dechy Amélie Mauresmo | 64 | 6 | 15 |
|  | B2    | Nathalie Dechy Amélie Mauresmo | 64 | 6 | 15 |
|  |       |                                |    |   |    |

### Faza początkowa

#### Grupa A
|    |                                    | Marion Bartoli Martina Navrátilová | Kim Clijsters Nathalie Tauziat | Iva Majoli Arantxa Sánchez Vicario | Mecze W–P | Sety W–P | Gemy W–P | Miejsce |
| A1 | Marion Bartoli Martina Navrátilová |                                    | 1:6, 2:6 (6 czerwca)           | 6:3, 6:3 (8 czerwca)               | 1–1       | 2–2      | 15–18    | 2.      |
| A2 | Kim Clijsters Nathalie Tauziat     | 6:1, 6:2 (6 czerwca)               |                                | 6:2, 6:4 (7 czerwca)               | 2–0       | 4–0      | 24–9     | 1.      |
| A3 | Iva Majoli Arantxa Sánchez Vicario | 3:6, 3:6 (8 czerwca)               | 2:6, 4:6 (7 czerwca)           |                                    | 0–2       | 0–4      | 12–24    | 3.      |

#### Grupa B
|    |                                   | Tracy Austin Lindsay Davenport | Nathalie Dechy Amélie Mauresmo | Conchita Martínez Sandrine Testud | Mecze W–P | Sety W–P | Gemy W–P | Miejsce |
| B1 | Tracy Austin Lindsay Davenport    |                                | 2:6, 2:6 (8 czerwca)           | 6:4, 6:3 (7 czerwca)              | 1–1       | 2–2      | 16–19    | 2.      |
| B2 | Nathalie Dechy Amélie Mauresmo    | 6:2, 6:2 (8 czerwca)           |                                | 6:2, 6:7(5), 10–7 (7 czerwca)     | 2–0       | 4–1      | 25–13    | 1.      |
| B3 | Conchita Martínez Sandrine Testud | 4:6, 3:6 (7 czerwca)           | 2:6, 7:6(5), 7–10 (7 czerwca)  |                                   | 0–2       | 1–4      | 16–25    | 3.      |